# 1786
1786 (MDCCLXXXVI) je bilo navadno leto, ki se je po gregorijanskem koledarju začelo na nedeljo, po 11 dni počasnejšem julijanskem koledarju pa na četrtek.

## Rojstva
- 4. januar - Moses Mendelssohn, nemški judovski filozof (* 1729)
- 2. februar - Jacques Philippe Marie Binet, francoski matematik, astronom, fizik († 1856)
- 26. februar - François Jean Dominique Arago, katalonsko-francoski fizik, astronom, politik († 1853)
- 27. februar - Adolf Augustitš, dekan Slovenske okrogline in nadzornik slovenskih (prekmurskih) šol na Ogrskem († 1863)
- 18. september - Kristijan VIII., kralj Danske in Norveške († 1848)

## Smrti
- 12. februar – Adam Farkaš, slovenski pesnik in rektor na Ogrskem (* 1730)
- 20. april - John Goodricke, nizozemsko-angleški ljubiteljski astronom, astrofil (* 1764)
- 17. avgust - Friderik II. Veliki, pruski kralj (* 1712)
- 18. oktober - Alexander Wilson, škotski matematik (* 1714)
- - Thomas Wright, angleški učenjak, astronom, matematik, izdelovalec inštrumentov, arhitekt, oblikovalec vrtov (* 1711)